# 642
642 (DCXLII) var ett normalår som började en tisdag i den julianska kalendern.

## Händelser

### November
- 24 november – Sedan Johannes IV har avlidit den 12 oktober väljs Theodor I till påve.

### Okänt datum
- De första muslimska militärkampanjerna i Nordafrika genomförs.
- I Northumbria efterträds Oswald av Northumbria av Oswiu.
- Den sassanidiska dynastin går under.

## Födda
- Julianus av Toledo, ärkebiskop av Toledo.

## Avlidna
- 12 oktober – Johannes IV, påve sedan 640.
- Nanthild, frankisk drottning och regent.